# Myreliss Eysseric
Myreliss Eysseric (ur. 14 listopada 1997) – panamska zapaśniczka walcząca w stylu wolnym. Brązowa medalistka igrzysk Ameryki Środkowej w 2017. Piąta na igrzyskach Ameryki Środkowej i Karaibów w 2018 roku.